# Šiprage
Šiprage  (Cirílico: Шипрагре) é a lugar povoado da Bósnia e Herzegovina com uma população em 2013 de 788 habitantes. Localizada na margem do rio Vrbanja, República Sérvia da Bósnia,  da região de Fronteira Bósnia.

## Geografia
Šiprager  ocupa uma área de 20 km², Bósnia e Herzegovina, localizando-se nas coordenadas 44.46º N 17.56º E. A baixa de Šiprage está a uma altitude de 507 metros acima do nível médio do mar estando rodeada de colinas.
A nascente do rio Vrbanja está aproximadamente 85 km a sul da povoado.  Os afluentes Ćorkovac, Crkvenica, e Demićka depositam o seu conteúdo no Vrbanja em Šiprage. Existem várias nascentes nas imediações de Šiprage.
A região envolvente de Šiprage é composta por bosques, apesar de existirem montanhas um pouco mais afastadas. A cidade em si situa-se no vale de Šiprage, o qual está na transição entre duas zonas, uma de montanhas mais altas e  outra de montanhas mais baixas. As mais destacadas destas montanhas são Vlašić (1943 metros de altitude), Čemernica (1338 m) e Očauš (1.383 m), fazendo todas parte da cadeia montanhosa dos Alpes Dináricos.

## História
O nome "Šiprage" foi mencionado pela primeira vez num documento datado  de 1463, mas a história da cidade data de tempos anteriores. Existem provas substanciais da presença romana na região durante os primeiros séculos, incluindo o vetusto  "Basilica Romana" no centro da liquidação. Toda a zona de Banja Luka estava compreendida na província romana da Ilíria, situando-se nas importantes estradas romanas que ligavam a Dalmácia e a Panónia (tribo Mezei).
Os povos eslavos estabeleceram-se nesta área pelo século VII, apesar de se desconhecer a natureza das suas migrações. Bem definida está a primeira menção da cidade, por parte de Vladislau II da Hungria.
Durante a Guerra da Bósnia (1992–1995), um dos 18 campos de prisão da população não-sérvia do município de Kotor Varoš estava nas instalações da delegacia de polícia (MUP) Šiprage.

## Demografia
A população de Šiprage em 1991 era de 954  pessoas. Apesar de não haver dados estatísticos acerca da distribuição étnica, poucas dúvidas subsistirão que os Bósnios compõem a esmagadora maioria da população.

### Visão geral do censo
- 1931. e 1953.: Município de Šiprage.[8]

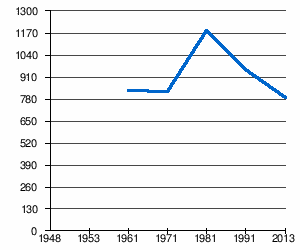
População 1961-2013

| ŠiprageTotal 2013.: 788 |              |              |              |
| Ano                     | 1991.        | 1981.        | 1971.        |
| Bósnios                 | 745 (78,25%) | 711 (60,10%) | 422 (51,33%) |
| Sérvios                 | 168 (17,64%) | 320 (27,04%) | 370 (45,01%) |
| Croatas                 | 1 (0,10%)    | 6 (0,50%)    | 0            |
| Iugoslavos              | 32 (3,36%)   | 136 (11,49%) | 21 (2,55%)   |
| Remanescente            | 6 (0,63%)    | 10 (0,84%)   | 9 (1,09%)    |
| Total                   | 952          | 1.183        | 822          |